# Pieter Donker

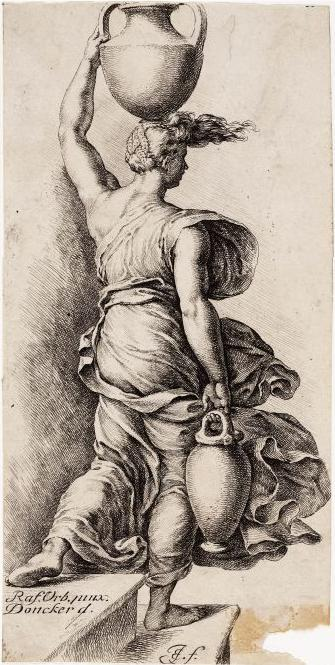
Vrouw met een kruik, Pieter Donker, naar Raphael (gravure door Jan de Bisschop)

Pieter Donker (Gouda, ca. 1635 - aldaar, 1668) was een Noord-Nederlandse kunstschilder van portretten en historiestukken. Hij staat ook bekend onder de naam Doncker of Donkers.
In de periode 1656-1658 werkte Donker in Antwerpen, waar hij werd opgeleid door de schilder Jacob Jordaens. Na zijn tijd in Antwerpen reisde hij in 1658 naar Frankfurt am Main, waar hij actief was als portretschilder tijdens de kroning van keizer Leopold I.
Van 1659 tot 1662 verbleef Donker in Parijs. In 1662 vertrok hij naar Rome in gezelschap van Charles III de Créquy, die als Franse ambassadeur in Rome was aangesteld. Deze reis naar Rome werd gevolgd door een kort verblijf in Napels in 1664. Op de terugweg naar Rome reisde hij samen met Willem Schellinks, Alexander le Petit, Frederick Kerseboom en G. Sabé. In 1666 keerde Donker terug naar zijn geboorteplaats Gouda, waar hij tot zijn overlijden in 1668 actief bleef. Jan de Bisschop graveerde enkele van Donkers tekeningen van antieke sculpturen.
Donker was een neef van Jan Donker, met wie hij samenwerkte.
- Biografisch Portaal: 60917779
- Digitale Bibliotheek voor de Nederlandse Letteren: donk027
- Library of Congress Control Number: no2015126944
- RKD-Nederlands Instituut voor Kunstgeschiedenis: 23746
- Union List of Artist Names: 500057796
- Virtual International Authority File: 96066692
- WorldCat: E39PCjHGbh6wQJxckTyWHFmhf3